# 蒙塔克支线
蒙托克支线（Montauk Branch）是美国纽约州長島鐵路擁有和运营的一條鐵路軌道。蒙塔克支线贯穿長島，全长185公里，西起長島市站，东至蒙塔克站。目前蒙托克支线与布什维克支线、湾脊支线、西汉普斯特德支线和中央支线相交。